# Vernasca
Vernasca – miejscowość i gmina we Włoszech, w regionie Emilia-Romania, w prowincji Piacenza.
Według danych na rok 2004 gminę zamieszkiwało 2458 osób, 34,1 os./km².